# Modern Nature
Modern Nature è il dodicesimo album in studio del gruppo musicale alternative rock britannico The Charlatans, pubblicato nel 2015.

## Tracce
1. Talking in Tones – 4:41
2. So Oh – 4:09
3. Come Home Baby – 3:56
4. Keep Enough – 4:18
5. In the Tall Grass – 3:50
6. Emilie – 3:18
7. Let the Good Times Be Never Ending – 6:30
8. I Need You to Know – 4:39
9. Lean In – 3:44
10. Trouble Understanding – 4:07
11. Lot to Say – 3:33

## Formazione
- Tim Burgess - voce
- Mark Collins - chitarre
- Tony Rogers - tastiere, cori
- Martin Blunt - basso
- Gabe Gurnsey, Peter Salisbury, Dave Tolan - batteria
- Sandra Marvin, Melanie Marshall, Nik Void - cori
- Ruston Pomeroy, Patrick Savage, Patrick Roberts - violino
- Big Jim Paterson - trombone